# Youssef Krou
 (avril 2021).
Youssef Krou est un joueur franco-marocain de volley-ball et de beach-volley né le 19 juin 1989 à Agadir (Maroc). Il mesure 1,94 m et joue réceptionneur-attaquant.

## Clubs
| Club      | De        | À         |
| --------- | --------- | --------- |
| AS Cannes | 2009-2010 | 2013-2014 |

## Palmarès

### Beach-volley
- Finaliste Master de Baku 2014
- Vainqueur Open Xiamen 2014
- Finaliste Master Jurmala 2015
- Vainqueur Elite 16 Torquay 2022[1]
- Finaliste Beach Pro Tour Challenge Itapema 2023 (avec Arnaud Gauthier-Rat)[2]

### Volley-ball
- Championnat d'Europe des moins de 19 ans (1)
  - Vainqueur : 2007

- Championnat de France
  - Finaliste : 2010